# Langhornmücken

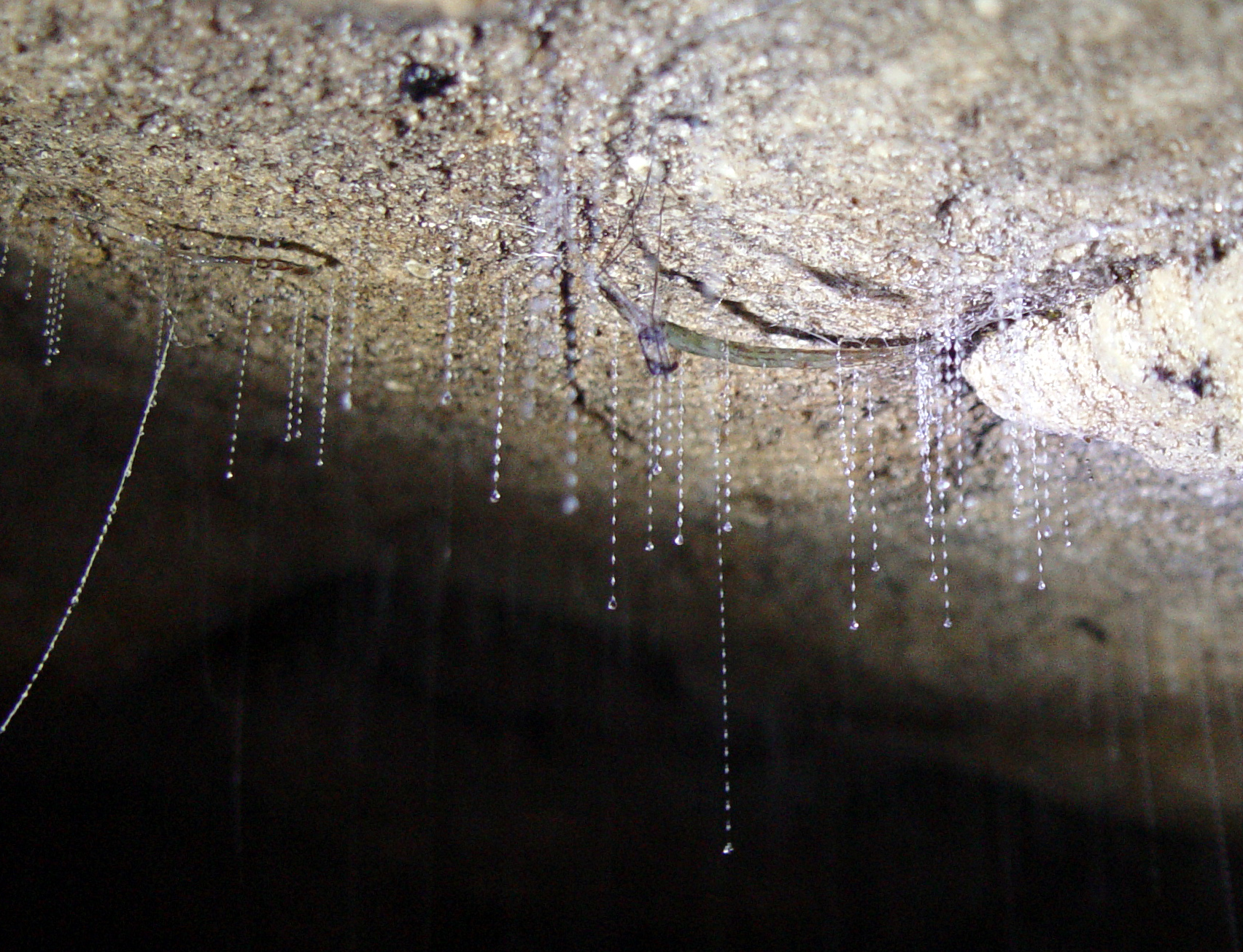
Fangfäden der Larven von Arachnocampa luminosa aus der Unterfamilie Arachnocampinae.

Die Langhornmücken (Keroplatidae, Synonym Macroceridae) sind eine Familie der Zweiflügler (Diptera) und gehören zu den Mücken (Nematocera). Die Arten der Familie sind weltweit verbreitet.

## Merkmale

### Imagines
Es handelt sich um meist kleine Mücken. 
Die Imagines besitzen lange, gekrümmte, 16-gliedrige Antennen, denen sie ihren deutschsprachigen Namen in Anlehnung an die Longhornrinder verdanken. In der Unterfamilie Macrocerinae erreichen die Antennen oft Körperlänge oder gehen sogar darüber hinaus. Bei mehreren Arten wie Arachnocampa luminosa und Keroplatus testaceus aus der Unterfamilie Keroplatinae zeigen sowohl die Larven als auch die adulten Mücken Biolumineszenz.

### Larven
Die Larven sind schlank und mit einer reichen sekundären Gliederung ausgestattet, wodurch die eigentlichen Segmentgrenzen verwischt werden. Die Kopfkapsel ist vollständig ausgebildet, ebenso das Tracheensystem. Die Öffnungen der Tracheen, die Stigmen, sind jedoch geschlossen und die Sauerstoffaufnahme erfolgt über die Haut (Hautatmung). Auffallend sind die gelblichem Fettkörper in der hinteren Körperhälfte. Die Larven leben unter Steinen, Laub, Rinde, in Baumstümpfen und unter Gespinsten. Sie rollen sich bei Störung zusammen und ernähren sich von kleinen Tierleichen (Nekrophagie) und Pilzfäden.

## Systematik
Weltweit gibt es in dieser Tiergruppe, rund 1000 Arten. Besonders artenreich sind die Unterfamilien Macrocerinae und Keroplatinae. Die Macrocerinae wurden früher oft als eigene Familie Macroceridae aufgefasst. Die Unterfamilien und ihre Triben:
- Arachnocampinae
- Keroplatinae
  - Keroplatini
  - Orfeliini
- Macrocerinae
  - Macrocerini
  - Robsonomyiini
- Sciarokeroplatinae